# Ничего не говори
«Ничего не говори» (англ. Say Nothing) — исторический мини-сериал, созданный Джошем Зетумером для стримингового сервиса Disney+ под патронажем компании FX Productions. Сюжет базируется на книге Патрика Раддена Кифа «Ничего не говори: правдивая история убийств и памяти в Северной Ирландии», в которой рассказывается о четырех поколениях жителей Северной Ирландии в период Смуты. Режиссёром проекта выступил Майкл Леннокс, главные роли исполнили: Лола Петтикрю, Хейзел Доуп, Энтони Бойл и Джош Финан. Премьера сериала состоялась 14 ноября 2024 года.

## Сюжет
Сериал рассказывает о людях, чья жизнь проходила в Белфасте в 1970-е, 80-е и 90-е годы на фоне Смуты, а также об их участии во Временной Ирландской республиканской армии и расследованиях пропажи «Исчезнувших», в частности, Джин Макконвилл.

## В ролях
- Лола Петтикрю[англ.] — Долорс Прайс[англ.]
- Максин Пик[англ.] — пожилая Долорс
- Хейзел Доуп[англ.] — Мэриан Прайс[англ.]
- Энтони Бойл — Брендан Хьюз[англ.]
- Джош Финан[англ.] — Джерри Адамс

## Производство
Постановка является экранизацией бестселлера Патрика Раддена Кифа «Ничего не говори: правдивая история убийства и памяти в Северной Ирландии», в котором подробно рассказывается о похищении и убийстве овдовевшей матери десятерых детей Джин Макконвилл. Исполнительными продюсерами проекта выступили Эдвард Макдоннелл, Моника Левинсон, Джош Зетумер и Майкл Леннокс, при этом Зетумер также взял на себя обязанности шоураннера, а Леннокс — режиссёра сериала .
В феврале 2023 года на главные роли были утверждены Лола Петтикрю, Хейзел Доуп, Энтони Бойл, Джош Финан и Максин Пик.
Основные съемки проходили в Ливерпуле в мае 2023 года. Также был отснят материал в Белфасте, Лондоне, Шеффилде и тюрьме Шептон-Маллет недалеко от Бата в Сомерсете.

## Отзывы критиков
Сериал был высоко оценён критиками, его рейтинг на сайте Rotten Tomatoes составляет 93 % со средней оценкой 8,5/10 на основе 46 обзоров. Консенсус критиков гласит: «Сериал получился лишь сильнее благодаря моральной и политической неоднозначности. Результат прочно западает в память». Оценка проекта на сайте Metacritic составляет 77 баллов из 100 на основе 19 рецензий, что приравнивается к «преимущественно положительному» статусу. Бенджи Уилсон из The Daily Telegraph присудил сериалу пять звезд. Фил Харрисон из The Guardian назвал его «захватывающей драмой».